# Курбатов, Владимир Анатольевич
Владимир Анатольевич Курбатов (род. 1948) — российский учёный-химик, доктор технических наук. Лауреат премии Ленинского комсомола (1978), Государственной премии СССР (1989) в области науки и техники.
Родился 2 июня 1948 г. в с. Перемышль Калужской области. В 1971 году окончил Казанский химико-технологический институт.
В 1971—1988 инженер, начальник лаборатории, заместитель начальника ЦНИЛ, начальник управления научно - исследовательских и опытных работ ПО «Нижнекамскнефтехим». В 1984—1988 заведующий кафедрой Казанского химико-технологического института.
С 1988 г. —  начальник Главного научно-технического управления Миннефтехимпром СССР, президент АО «Юнихим», генеральный директор СП «Сагоэр».
Член редколлегии журнала «Химическая промышленность» (1989—1991).
Доктор технических наук, кандидат химических наук, профессор. Академик РАЕН (2001); заслуженный химик Татарской АССР. Лауреат премии Ленинского комсомола (1978), Государственной премии СССР (1989 — за разработку и внедрение новых методов интенсификации производства мономеров синтетического каучука).
Автор книг по истории «Тайные маршруты славян» (Славянские континенты) (2005—2009, издательство «Эксмо»), и «Россия до Руси. По следам индоевропейцев», издательство: «Буки Веди» (2013), Тайна рождения славян (2015, издательство "Алгоритм"), Загадки дворянских фамилий (2017 г, издательство "Алетейя), Тюркский мир. Начало и расцвет(2021 г, издательство "Юстицинформ").
Живет и работает в Москве.